# ИФОР
Имплементационе снаге (енгл. Implementation Force), познатије по свом акрониму ИФОР (од енгл. IFOR), биле су међународне војне снаге под командом НАТО-а, чији је главни задатак био спровођење Дејтонског мировног споразума.
ИФОР су спровеле за време свог постојања, од 20. децембра 1995. до 20. децембра 1996, само једну операцију под именом Операција заједничког подухвата (енгл. Operation Joint Endeavour).